# Şəhriyar Məmmədyarov
Şəhriyar Məmmədyarov (azeriül Şəhriyar Məmmədyarov, Sumqayıt, 1985. április 12.) azeri sakkozó, nagymester, honfitársával, Teymur Rəcəbovval együtt a világ egyik legjobb sakkozója a 2000-es évtized második felében. Egyike annak a kevés sakkozónak, akik meghaladták a 2800-as Élő-pontszámot.
A FIDE 2018. februári világranglistáján a 2. helyen állt 2814 Élő-ponttal, amely eddigi legjobb eredménye. Rapidsakkban a pontszáma 2755, villámsakkban 2714. A felnőtt ranglistán a legjobb helyezése a 2. volt, 2018. februárban.
Az ifjúsági ranglistán többször is elfoglalta a 2. helyet. 2003-ban megnyerte az U18 korosztály ifjúsági sakkvilágbajnokságát és az U20 junior sakkvilágbajnokságot is. 2005-ben ez utóbbi győzelmét megismételte, és ezzel ő lett az első sakkozó, aki kétszer nyerte el ezt a trófeát. Nyolc forduló után rendkívül magas, 2953-as verseny-Élő-pontszámot ért el. A 2005-ös Európa-bajnokságon elért 2913-as versenypontszámát csak Vaszil Ivancsuk tudta meghaladni.
2006 februárjában holtversenyben első helyet vívott ki az Aeroflot nyílt versenyen, a világ egyik legerősebb versenyén Moszkvában, a lehetséges 9 pontból 6,5-et szerezve. Októberben megnyerte az esseni zárt versenyt, hatból 4,5 pontot szerezve, Polgár Judit elé kerülve a holtversenyt eldöntő Sonneborn–Berger-számítás alapján.
A 2007-es sakkvilágbajnokságon a harmadik fordulóig jutott, ahol a bolgár Ivan Cseparinov győzte le.
A 2012-es sakkvilágbajnokság zónaközi versenyén, 2011-ben bent volt a legjobb 8 között. Az első fordulóban a későbbi győztes Borisz Gelfandtól kapott ki.
A 2013-as sakkvilágbajnokság kvalifikációs versenyének számító 2011-es sakkvilágkupán a kieséses rendszerű versenyen a 3. körig jutott.
A 2014-es sakkvilágbajnokságon a 2012–2013-as Grand Prix versenysorozaton elért 2. helyezésével jogot szerzett a világbajnokjelöltek versenyén való indulásra, amelyen Visuvanádan Ánand és Szergej Karjakin mögött a 3–5. helyet szerezte meg.
A 2016-os sakkvilágbajnokság kvalifikációs versenyének számító 2015-ös sakkvilágkupán a kieséses rendszerű versenyen a negyeddöntőig jutott, ahol a későbbi győztes Szergej Karjakin ütötte el a továbbjutástól. A másik kvalifikációs lehetőséget jelentő 2014–2015-ös Grand Prix versenysorozaton a 6. helyen végzett.
A 2018-as sakkvilágbajnokság kvalifikációs versenyének számító 2017-es Grand Prix versenysorozaton az első versenyen Sardzsában holtversenyben 1–3., a második versenyen Moszkvában 2. helyezett. Két verseny után összesítésben vezeti a mezőnyt.

## Szereplései csapatban
Sakkolimpia
2000 és 2016 között nyolc alkalommal szerepelt a sakkolimpiákon Azerbajdzsán csapatában. A 2012-es sakkolimpián a 3. táblán elért egyéni teljesítményével aranyérmet szerzett.
Csapatvilágbajnokság
2010-ben és 2011-ben tagja volt Azerbajdzsán válogatottjának a sakk-csapatvilágbajnokságon, amelyek közül 2010-ben a 4. táblán elért teljesítményével egyéni aranyérmet nyert.
Csapat Európa-bajnokság
2001–2015 között nyolc alkalommal vett részt Azerbajdzsán válogatottjában a Sakkcsapat Európa-bajnokságokon, amelyeken csapatban két arany-, egy ezüst- és egy bronzérmet, egyéniben két arany- és egy ezüstérmet szerzett.